# 1756 Giacobini
1756 Giacobini (mednarodno ime je tudi 1756 Giacobini) je asteroid v glavnem asteroidnem pasu. 

## Odkritje
Asteroid je odkril francoski astronom André Patry ( 1902 – 1960) 24. decembra 1937 v Nici.. 
Poimenovan je po francoskem astronomu Michelu Giacobiniju (1873 – 1938).

## Lastnosti
Asteroid Giacobini obkroži Sonce v 4,07 letih. Njegova tirnica ima izsrednost 0,231, nagnjena pa je za 5,112° proti ekliptiki .
O asteroidu je zelo malo znanega.